# Psycho-Oncology
Psycho-Oncology is een internationaal, aan collegiale toetsing onderworpen wetenschappelijk tijdschrift op het gebied van de oncologie en de psychologie. De naam wordt in literatuurverwijzingen meestal afgekort tot Psycho Oncol. Het wordt uitgegeven door John Wiley & Sons en verschijnt maandelijks. Het eerste nummer verscheen in 1992.